# Carl Magnus Ekbohrn
Carl Magnus Ekbohrn (ursprungligen Ekbom), född 8 januari 1807 i Stockholm, död där 8 mars 1881, var en svensk skriftställare och tindningsman.
Som nittonårig betjäntpojke blev han uppmärksammad av Peter Wieselgren och fick möjlighet att genomgå Växjö gymnasium. Efter studentexamen fortsatte han 1828 med studier vid Lunds universitet, där han 1835 blev filosofie magister. Han hade först tänkt att bli präst, men ägnade sig i stället åt tidningsvärlden.
Han var 1833–1835 redaktör för Helsingborgsposten och 1836–1850 politisk medarbetare i Göteborgs Handels- och sjöfartstidning i utpräglat radikal anda. Han flyttade 1850 till Stockholm, där han 1853 fick anställning i Generaltullstyrelsens kansli och var inspektor vid Blockhusuddens tullstation från 1856 till sin död.
Ekbohrn skrev åtskilliga politiska broschyrer, arbeten för barn och ungdom samt allmännyttiga handböcker.